# Lucas Ribeiro
Lucas Ribeiro dos Santos (Salvador, 19 januari 1999) is een Braziliaans voetballer die doorgaans speelt als centrale verdediger. In april 2024 verruilde hij Ceará voor Goiás.

## Clubcarrière
Ribeiro speelde in de jeugdopleiding van Vitória. Bij deze club maakte hij later ook zijn debuut. Op 24 augustus 2018 werd met 1–0 verloren van Flamengo door een doelpunt van Diego. Ribeiro mocht van coach Paulo César Carpegiani in de basis beginnen en hij speelde het gehele duel mee. Acht dagen na deze wedstrijd tekende hij een nieuw contract bij Vitória, tot medio 2021.
De verdediger maakte in januari 2019 voor circa drie miljoen euro de overstap naar 1899 Hoffenheim, waar hij zijn handtekening zette onder een verbintenis voor de duur van vierenhalf jaar. In augustus 2020 werd hij voor anderhalf jaar gehuurd door Internacional. In januari 2022 keerde Ribeiro terug naar Hoffenheim, om daarop weer verhuurd te worden aan een Braziliaanse club; ditmaal nam Ceará hem over. Na deze verhuurperiode nam Ceará Ribeiro definitief over. In april 2024 verkaste hij naar Goiás.

## Clubstatistieken
| Seizoen | Club            | Competitie | Competitie | Competitie | Beker | Beker | Internationaal | Internationaal | Totaal | Totaal |
| Seizoen | Club            | Competitie | Wed.       | Dlp.       | Wed.  | Dlp.  | Wed.           | Dlp.           | Wed.   | Dlp.   |
| ------- | --------------- | ---------- | ---------- | ---------- | ----- | ----- | -------------- | -------------- | ------ | ------ |
| 2018    | Vitória         | Série A    | 16         | 0          | 0     | 0     | —              | —              | 16     | 0      |
| 2018/19 | 1899 Hoffenheim | Bundesliga | 2          | 1          | 1     | 0     | —              | —              | 3      | 1      |
| 2020    | → Internacional | Série A    | 13         | 0          | 0     | 0     | 1              | 0              | 14     | 0      |
| 2021    | → Internacional | Série A    | 14         | 0          | 2     | 0     | 3              | 0              | 19     | 0      |
| 2022    | → Ceará         | Série A    | 14         | 1          | 3     | 0     | 3              | 0              | 20     | 1      |
| 2023    | Ceará           | Série B    | 6          | 0          | 0     | 0     | —              | —              | 6      | 0      |
| 2024    | Ceará           | Série B    | 6          | 0          | 0     | 0     | —              | —              | 6      | 0      |
| 2024    | Goiás           | Série B    | 30         | 3          | 3     | 0     | —              | —              | 33     | 3      |
| 2025    | Goiás           | Série B    | 5          | 0          | 0     | 0     | —              | —              | 5      | 0      |
| Totaal  | Totaal          | Totaal     | 106        | 3          | 9     | 0     | 7              | 0              | 122    | 5      |

Bijgewerkt op 2 februari 2025.